# آوانافیل
آوانافیل (انگلیسی: Avanafil) یک مهارکننده PDE5 است که برای اختلال نعوظبه کار میرود.
آوانافیل با مهار یک آنزیم خاص فسفو دی استراز نوع ۵ که در بافت‌های مختلف بدن، عمدتاً در جسم غار آلت تناسلی، یافت می‌شود، عمل می‌کند. سایر داروهای مشابه سیلدنافیل، تادالافیل و واردنافیل هستند. مزیت آوانافیل این است که در مقایسه با سایر مهارکننده های PDE5 شروع بسیار سریعی دارد. به سرعت جذب می شود و در حدود سی تا چهل و پنج دقیقه به حداکثر غلظت سرمی می رسد. حدود دو سوم از شرکت کنندگان توانستند در عرض پانزده دقیقه درگیر فعالیت جنسی شوند.

## عوارض جانبی
اگرچه آوانافیل به طور کلی به خوبی تحمل می شود، عوارض جانبی وابسته به دوز ممکن است رخ دهد. شایع ترین عوارض جانبی عبارتند از سردرد، گرگرفتگی، نازوفارنژیت، احتقان بینی، و کمردرد.[8] در حالی که آن نیز غیر معمول است، احتمال بروز اختلالات بینایی در بیماران وجود دارد.

## مکانیسم عمل
آوانافیل فسفو دی استراز ۵ را مهار می کند و از تخریب cGMP جلوگیری می کند. افزایش سطح cGMP باعث اتساع عروق و در نتیجه افزایش جریان خون در آلت تناسلی می شود. مکانیسم اثر آوانافیل زمانی انجام می شود که اکسید نیتریک در ارتباط با تحریک جنسی آزاد شود.